# پلیس حافظه
پلیس حافظه نام رمانی است که در سال ۱۹۹۴ و توسط نویسندهٔ ژاپنی یوکو اوگاوا نوشته شده‌است. کتاب در سال 2019 به زبان انگلیسی و توسط Pantheon Books و Harvill Secker با ترجمهٔ استفان سنایدر منتشر شد.
پلیس حافظه یک رمان علمی تخیلی است که تحت تأثیر رمان ۱۹۸۴ و همچنین سبک نوشتاری کافکا نوشته شده‌است.  عنوان نخستین و ژاپنی کتاب Hisoyaka na kessho است؛ یک استعاره که برای معرفی چیزهای گرانبهایی  که در شکاف‌های تاریک شکل می‌گیرند به کار می‌رود.  این نام را در زبان فارسی می‌توان «تبلور پنهانی» ترجمه کرد. در زمان انتشار نسخه‌ی انگلیسی عنوان The memory police برای کتاب انتخاب شد و ترجمه‌ی فارسی هم بر همان اساس پیش رفته است.

## خلاصه
پلیس حافظه داستانی ژاپنی است در مورد جزیره‌ای در یک ناکجاآباد. در این جزیره‌ی که نویسنده نامی برای آن در نظر نگرفته است، تنها یک راه برای حفظ زندگی وجود دارد و آن تن دادن به قانونی عجیب به نام ناپدید شدن است. از پرنده‌ها تا گل‌‌برگ‌های گل‌های رز؛ از نقشه‌ها‌ی مختلف تا انواع تقویم‌ها؛ از میوه‌ها تا دست راست و پای چپ ساکنین جزیره.

## واکنش‌ها
تایم (Time) در مقاله‌ای که در تابستان ۲۰۱۹ منتشر کرد پلیس حافظه را یکی از بهترین کتاب‌های فصل نامید و در ادامه نوشته‌است: رمان افسانه‌ای اوگاوا به شدت یادآور تم ۱۹۸۴ جورج اورول و فارنهایت۴۵۱ ری بردبری و صد سال تنهایی گابریل گارسیا مارکز است اما با این حال صدا و قدرت خاص خود را دارد.شیکاگو تریبون در مورد این رمان نوشته‌است: یک اثر ادبی دلهره‌آور که سرشار از وحشت و نگرانی است.
نیویورک تایمز این کتاب را با رمان‌های ساموئل بکت و کوبو آبه مقایسه کرده‌است و نوشته‌است که رمان اوگاوا به ما یادآوری می‌کند که اکوسیستمهای جهانی، کوه‌های یخی، گونه‌های حیوانی، زبان‌ها، و … در آینده‌ای که محال نیست چگونه می‌توانند به سرعت نابود شوند. با سرعتی فراتر از حد تصور ما.
مایکل آدام کارول در Ploughshared در مورد کتاب پلیس حافظه نوشته‌است: ما باید به اندازهٔ کافی شجاع باشیم تا بتوانیم وضعیت حال حاضر کمپ‌های مهاجران را، و از هم جدا شدن خانواده‌ها را به چالش بکشیم؟ یوکو اوگاوا در رمان خود به چیزی واقعی در رمان خود اشاره کرده و آن این است که ما باید به یاد داشته باشیم که بنویسیم و بنویسیم که به یاد بیاوریم، که باید همیشه از حقیقت دفاع کنیم.

## جوایز
پلیس حافظه به عنوان فینالیست جایزه جهانی کتاب برای اثر ادبی ترجمه شده در سال ۲۰۱۹ معرفی شده‌است.